# Acalypha pippenii
Acalypha pippenii é uma espécie de flor do gênero Acalypha, pertencente à família Euphorbiaceae.